# 和平演变
和平演变（Peaceful Evolution theory or Peaceful Evolution）是一个政治概念，指在全球化下特定地域的固有建制，自然而逐渐地被非土生的观念演化并转变。常为中华人民共和国当局所用，被简化加以指控民众或团体在政治或社会层面上，用和平的改革或变革的活动或迹象來顛覆爭權，时而过于宽泛以至于无所不包，乃至谴责文化、社会、经济的国际交流，以及当局人权纪录等不利于当局形象的境外言行都是指控範圍。
中国大陆和越南人士认为，和平演变是指外国对本国宣传外国制度的优势，改变本国社会制度的一种政治手段。对于中华人民共和国当局，和平演变特指以美国为首的西方国家采用媒体渗透宣传等非武力手段颠覆本国等共产党政权的活动，而不是演变国民众的自发行动。东欧剧变和苏联解体被指认为震惊全球的案例。
此外，和平演變也並非西方專利，赫鲁晓夫曾提出“三和主义”企图“和平过渡”歐美国家。

## 成功达成妥协与政变的和平演变

### 美国的和平演变
美国的黑人维权运动的主题即是“非暴力”达成美国政治社会以往的种族主义与种族歧视的变革，多次黑人维权事件后美国人权状况有了很大的改变。

### 中华民国的和平演变
中国国民党由于实行一党专政的戒嚴政策，所以在台湾美丽岛事件之前的统治中，一直对于“和平演变”以及政治改革的呼声持鎮壓态度，把中共、臺獨、黨外反對份子稱為「三合一敵人」。
黨外在台湾的美丽岛事件，被執政的的中国国民党指责为“乱国”事件，这些发起民运的臺獨人士，被国民党指“幕后”有中共與美国的支持。但此事件后，中华民国和平达成了解嚴、开放党禁、报禁等一系列台湾社会的政治变革。

### 苏联的和平演变
1991年12月25日苏联解体被1990年代的江泽民等人认为“是西方国家促成的”，不过很多人的观点是苏共自身的官僚体制与腐败造成的，而其中较主要的因素是苏共中央作出的严重错误的决策及路线。这个观点为包括中共内部和学術界在内的人士所认同。因此中共中央告诫党员干部要杜绝官僚主义，坚决贯彻邓小平制定的路线方针，按照“实践是检验真理的唯一标准”进行不断探索和进步，同时自觉地抵制国际、国内的诱惑。

### 大韩民国的和平演变
1980年光州事件，当时被官方称为“金正日派来的匪谍”，此事件造成上百民众死亡，后来得以平反。

### 委內瑞拉的和平演变
委內瑞拉總統乌戈·查韦斯在1998年成功當選，放棄原有新自由主義政策，廢除舊有的政治和經濟制度及進行修憲，把原本的「委內瑞拉共和國」改名為「委內瑞拉玻利瓦爾共和國」，並以和平方式實行社會主義，称为“玻利瓦爾革命”，但此事件被西方民主国家视为个人独裁主义的革命，是民主的倒退。

## 遭到镇压或內生的和平演变

### 颜色革命
21世纪初期一系列发生在中欧、东欧独联体国家的以颜色命名的以和平的、非暴力方式进行的政权变更运动，也被称为“颜色革命”。

### 中华人民共和国的和平演变
与六四事件同一时间开始的东欧剧变，导致一系列共产主义政权相继倒台。反和平演变成为当时中国舆论的中心。虽然当局认为“資產階級自由化”导致东欧剧变，但自1992年起颠覆計劃經濟的社会主义市场经济與西方金融與資本進入中國，儘管被指控搞修正主義，但在当局看来，並不算和平演变。